# Лонгвју (Тексас)
Лонгвју (енгл. Longview) град је у америчкој савезној држави Тексас. Налази се у окрузима Грег и Харисон. Седиште је округа Грег. По попису становништва из 2010. у њему је живело 80.455 становника.

## Демографија
Према попису становништва из 2010. у граду је живело 80.455 становника, што је 7.111 (9,7%) становника више него 2000. године.
| Група             | 2000.          | 2010.          |
| Белци             | 48.028 (65,5%) | 45.230 (56,2%) |
| Афроамериканци    | 16.214 (22,1%) | 18.453 (22,9%) |
| Азијати           | 609 (0,8%)     | 1.088 (1,4%)   |
| Хиспаноамериканци | 7.564 (10,3%)  | 14.460 (18,0%) |
| Укупно            | 73.344         | 80.455         |